# Zürcher Purpurpsalter
Der Zürcher Purpurpsalter (lateinisch Psalterium Turicense purpureum, Zentralbibliothek Zürich, RP 1; auch Codex Turicensis; Rahlfs T, Gregory-Aland ℓ1348) ist eine Handschrift auf purpurviolettgefärbtem Pergament, der im siebten Jahrhundert geschrieben worden ist. Mit Ausnahme einzelner Fragmente ist der «Psalter mit Cantica» die älteste Handschrift der Zürcher Bibliothek.

## Geschichte
Die altgriechische Purpurhandschrift wurde im ersten Drittel des siebten oder noch im sechsten Jahrhundert vermutlich im syrisch-palästinensischen Kulturraum geschrieben. Entstehungsort könnte möglicherweise Antiochia am Orontes sein, bevor die Stadt 637/638 durch den Islam erobert wurde. Die lateinischen Randvermerke stammen aus dem westlichen Mittelmeerraum und vermutlich aus dem neunten Jahrhundert. 
Der Codex gelangte vor 1700 an die Zürcher Burgerbibliothek, seine weitere Herkunft «liegt im Dunkeln». In einem Brief des Gräzisten Hans Heinrich Hirzel (1679–1745) an den Zunftmeister Hans Heinrich Waser, der von 1710 bis 1728 Praeses der Bibliothek war, wurde er am 9. September 1711 erstmals beschrieben. Konstantin von Tischendorf hat ihn 1856 transkribiert und 1869 als Psalterium Turicense ediert. Im Zuge der Restaurierung 1928/1929 wurde der mit Pergament überzogene Pappdeckeleinband des 18. Jahrhunderts abgelöst.
Die alte Signatur «Ms. C84» wurde nach 1900 durch «RP27» und 1925 durch «RP1» ersetzt.

## Beschreibung
Der Purpurpsalter hatte ursprünglich mehr als 300 Blätter, von denen 223 Blätter erhalten sind. Beschreibstoff ist Purpurpergament mit den Abmessungen 22,0 cm × 15,5 Zentimetern. Schrift ist die griechische Unziale mit breiten und schmalen zugespitzten Formen auf einem Schriftspiegel von zwanzig Zeilen. Die Grundschrift ist in Silbertinte ausgeführt, Zahlzeichen, Titel, Initialen und Psalm 150 in Gold. Die lateinischen Versinitien am Rand sind mennigrot. Seit 1929 werden die einzelnen Doppelblätter in Mappen aufbewahrt.
Der Codex enthält Psalmen und Cantica in altgriechischer Sprache. Noch vorhanden sind in Zählung der Septuaginta: Ps. 25,3–7; Ps. 26,1–30,1; Ps. 36,20–41,6; Ps. 43,3–58,14; Ps. 59,6–8; Ps. 59,10–13; Ps. 60,1–64,12; Ps. 71,4–92,3; Ps. 93,7–96,12; Ps. 97,8–150,6; Ps. 151; Hymnus VI-XIV. Der Text der Psalmen hat Lücken (Lacunae).

## Bekannte Purpurcodices des 6. Jahrhunderts
- Wiener Genesis (Wien, Österreichische Nationalbibliothek, Cod. Theol. gr. 31)
- Codex Sinopensis (Paris, Bibliothèque Nationale, Suppl. Gr. 1286)
- Codex Rossanensis (Rossano, Diözesanmuseum – Weltdokumentenerbe).